# ミニストリー・オブ・ダークネス
ザ・ミニストリー・オブ・ダークネス（The Ministry of Darkness）は、アメリカ合衆国のプロレス団体WWF（現・WWE）において、1999年に存在したプロレスラーのユニット名称である。略称はMOD。
ジ・アンダーテイカーが教祖となり結成した一大怪奇派ヒールユニットであり、十字架を模したテイカー自身のシンボルに選手を磔にし、KKKさながらに火をつけて燃やすなど、悪魔崇拝や生贄といった黒魔術もしくはカルト教団を連想させるアングルで、アティテュード時代のWWFにおいてもひときわ異彩を放った。

## メンバー
※加入順
- ジ・アンダーテイカー ※リーダー
- ポール・ベアラー ※マネージャー
- ジ・アコライツ（ファルーク&ブラッドショー）
- ミディオン
- ヴィセラ
- ザ・ブルード（ギャングレル、エッジ&クリスチャン）

## 概要
1998年10月18日に行われたPPV『ジャッジメント・デイ』で、テイカーは共闘を続けてきた異父弟ケインを裏切り、ポール・ベアラーと再び結託。その後ストーン・コールド・スティーブ・オースチンとの抗争が再燃。彼を自身のシンボルに磔にして生贄にするという凶行にでる。前述のポール・ベアラーとの再結託と、このシンボルへの磔事件が、後のミニストリーの定番ギミックへと繋がることとなった。同年12月13日のPPV『ロック・ボトム』にて、一連の遺恨に決着を付けるべくベリード・アライブ・マッチでオースチンと戦ったテイカーであったが、自身が裏切ったケインの介入で生き埋めにされた。
しかし翌1999年1月、テイカーは暗黒の魔王（Lord Of Darkness）として復活。ファルークとブラッドショーの胸に暗黒の文字を刻みジ・アコライツ（侍祭）となった彼らを配下に従えた。その後は養豚場の農夫ギミックを演じていたデニス・ナイトをオカルト的な儀式（テイカー自らの血を飲ませる、ナイフで体にシンボルを刻む等）によりミディオンへと転生させ、続けてメイブルを拉致しヴィセラの名を与えて従者とする。後にザ・ブルード（ギャングレル、エッジ、クリスチャン）も使徒となり、次々に配下を増やした。
同年2月、WWFの完全支配に乗り出し、オーナーであるビンス・マクマホンやその息子シェイン・マクマホンと抗争。ことあるごとに他の選手の試合に乱入しては、心理戦等を駆使してマクマホンを追い詰める。果ては娘のステファニー・マクマホンを誘拐するために、彼らの家にまで姿を見せた。やがてビンス率いるユニット、コーポレーションのメンバーであるビッグ・ボスマンとの抗争が始まり、前述のオースチンのように磔にしようとして失敗するも、『レッスルマニアXV』でのヘル・イン・ア・セル戦に勝利。負けたボスマンを首吊りにした。
その後は再びステファニーに狙いを定め誘拐しようとするも、コーポレーションの一員ケン・シャムロックの活躍により未遂に終る。テイカーはこの失態を招いたクリスチャンを激しく痛めつけるが、この事件を機にブルードが反発、ミニストリーに内部分裂が起こり、シャムロックとの抗争だけでなく身内同士の戦いにまで発展。シャムロックを退けることには成功したものの、ブルードはミニストリーを離脱した。
以後、またもステファニー誘拐を画策。遂に誘拐を成功させWWFの全権利の譲渡を要求し、ブラック・ウエディングを催して彼女を闇の世界に引きずり込もうとするも、すんでのところでオースチンに阻止された。
同年4月、ビンスの離脱によりコーポレーションの後釜に据わったシェインと手を結び、一大ヒール勢力コーポレート・ミニストリーを発足。これにより純粋な怪奇派ユニットであったミニストリー・オブ・ダークネスとしての活動は終了した。
コーポレート・ミニストリーに移行してからの詳細は、その項目を参照されたい。

## 入場曲
- Ministry